# Марин, Ангел
Ангел Иванов Ма́рин (болг. Ангел Иванов Марин; 8 января 1942, Батак — 18 марта 2024) — болгарский государственный и военный деятель, генерал-майор. Вице-президент Болгарии (2002—2012).

## Биография
Родился в городе Батак, округ Пазарджик. В 1960 году окончил гимназию в Девине, затем Высшее военное артиллерийское училище в Шумене по специальности «Зенитная артиллерия» и Национальный военный университет имени Васила Левского по специальности «инженер по радиоэлектронной технике» (в 1965 году). Продолжил своё образование в СССР, окончил с золотой медалью Ленинградскую Высшую артиллерийскую академию (в 1978 году). С 1965 года А.Марин — на службе в ракетных войсках Болгарской армии. С 1990 года и до 1998 — командующий Ракетными войсками и артиллерией Сухопутных войск болгарской армии. Ушёл в отставку в связи с несогласием с проводимой в болгарской армии военной реформой. С 1991 года — генерал-майор болгарской армии. На президентских выборах 2001 года А.Марин был избран вице-президентом Республики Болгария (президентом страны был избран Георгий Пырванов). В 2006 году Г.Пырванов и А.Марин были переизбраны на второй срок (от Болгарской социалистической партии).
Ангел Марин — почётный гражданин городов Батак и Смоленск (с 2003 года). Автор книги «Последняя война» («Последната война»).
Умер 18 марта 2024 года в возрасте 82 лет.

## Семья
Ангел Марин был женат, его супруга — Станка Марина. Имел сына и дочь, Симеона Марина и Стояну Марину, и двух внучек.